# 日本児童文学学会
日本児童文学学会（にほんじどうぶんがくがっかい、英: Japan Society for Children's Literature）は、児童文学・児童文化の研究者による学術研究団体である。

## 概要
目的を「児童文学・児童文化の研究を促進し、会員相互の連絡を密にし、その研究調査の便宜をはかり、もって児童文学・児童文化の発展に資すること」に置き、年1回の研究大会および全会員を対象にした研究例会を東京で年4回（東京例会）開催している。学会誌（紀要）として『児童文学研究』（年1回）を定期刊行し、また会報「日本児童文学学会会報」（年2回）を発行している。また1977年（昭和52年）以来、一年間に刊行された児童文学・児童文化の研究書や研究業績を対象として日本児童文学学会賞、および新人を対象とする同奨励賞、また同特別賞を設けて毎年表彰をおこなっている。
1962年10月6日設立。初代会長は石森延男。事務局長・村松定孝、常任理事は猪熊葉子、神宮輝夫、鳥越信、滑川道夫、福田清人、藤田圭雄、村松定孝、渡辺茂男であった。

## 会長
- 1962年 – 石森延男
- 1976年 – 滑川道夫
- 1993年 – 冨田博之
- 1995年 – 浜野卓也（代行）
- 1995年 – 中川正文
- 2001年 – 原昌
- 2008年 – 向川幹雄
- 2011年 – 佐藤宗子
- 2015年 – 川勝泰介
- 2019年 – 宮川健郎
- 2023年 – 浅岡靖央

## 日本児童文学学会賞
受賞作は学会公式ウェブサイト掲載の「日本児童文学学会学会賞の記録」に拠る。

### 第1回から第10回
- 第1回（1977年）
  - 学会賞: 藤田圭雄 『解題戦後日本童謡年表』東京書籍
  - 学会賞: 鳥越 信 『日本児童文学史年表 II』明治書院
  - 奨励賞: 勝尾金弥 『黎明期の歴史児童文学 : 「歴史読本」から「日本お伽噺」まで』アリス館
- 第2回（1978年）
  - 学会賞: 『校本 宮澤賢治全集』全14巻、筑摩書房
  - 奨励賞: 二上洋一 『少年小説の系譜』幻影城〈幻影城評論研究叢書〉
- 第3回（1979年）
  - 学会賞: 故 恩田逸夫の宮澤賢治研究の業績 に対して
- 第4回（1980年）
  - 学会賞: ※該当作なし
  - 奨励賞: 鈴木徹郎 『ハンス・クリスチャン・アンデルセン : その虚像と実像』東京書籍
- 第5回（1981年）
  - 学会賞: 『校定 新美南吉全集』全12巻、大日本図書
  - 奨励賞: 上野浩道 『芸術教育運動の研究』風間書房
- 第6回（1982年）
  - 学会賞: 瀬田貞二 『落穂ひろい : 日本の子どもの文化をめぐる人びと』上下、福音館書店
  - 特別賞: 渋沢青花 『大正の「日本少年」と「少女の友」 : 編集の思い出』千人社
- 第7回（1983年）
  - 学会賞: 金田一春彦『十五夜お月さん : 本居長世 人と作品』三省堂
  - 奨励賞: 落合幸二 『ロビンソン・クルーソーの世界』岩波ブックセンター信山社 （のち彩流社）
  - 奨励賞: 三宅興子・島 式子・畠山兆子 『児童文学はじめの一歩』世界思想社
- 第8回（1984年）
  - 学会賞: 関 英雄 『体験的児童文学史 前編 : 大正の果実』理論社
  - 奨励賞: 佐藤宗子 『「家なき子」の旅』（東京大学教養学部紀要『比較文化研究』第22輯）（のち平凡社）
  - 特別賞: 与田準一 編 『金子みすゞ全集』全3巻、JULA出版局
- 第9回（1985年）
  - 学会賞: 鈴木重三・木村八重子・中野三敏・肥田皓三 編 『近世子どもの絵本集』岩波書店
  - 奨励賞: 本田和子・皆川美恵子・森下みさ子 『わたしたちの「江戸」 : 〈女・子ども〉の誕生』新曜社
- 第10回（1986年）
  - 学会賞: ※該当作なし
  - 奨励賞: 佐藤通雅 『日本児童文学の成立序説』大和書房
  - 特別賞: 木坂俊平 「関西の童謡運動史」（『こどものうた』第6号–第39号連載）

### 第11回から第20回
- 第11回（1987年）
  - 学会賞: ※該当作なし
  - 奨励賞: 永田桂子 『絵本観・玩具観の変遷』高文堂出版社
  - 奨励賞: セント・ニコラス研究会 編 『アメリカの児童雑誌「セント・ニコラス」の研究』セント・ニコラス研究会
- 第12回（1988年）
  - 学会賞: ※該当作なし
  - 奨励賞: 岩橋郁郎 『少年倶楽部と読者たち』ゾーオン社 発行（刀水書房 発売）
  - 奨励賞: 谷 悦子 『まど・みちお : 詩と童謡』創元社
  - 特別賞: 上野美子 『ロビン・フッド伝説』研究社
- 第13回（1989年）
  - 学会賞: 滑川道夫 『日本児童文学の軌跡』理論社
  - 奨励賞: 中村悦子 (児童文学研究者) 『幼年絵雑誌の世界』高文堂出版社
  - 特別賞: 上 笙一郎 『日本児童史の開拓』小峰書店
  - 特別賞: 森 洋子 『ブリューゲルの「子供の遊戯」 : 遊びの図像学』未来社
- 第14回（1990年）
  - 学会賞: 本田和子 『フィクションとしての子ども』新曜社〈ノマド叢書〉、ほか
  - 奨励賞: ニュー・ファンタジーの会 『翔くロビン』透土社〈イギリス女流児童文学作家の系譜〉
  - 奨励賞: 竹内オサム 『マンガと児童文学の〈あいだ〉』大日本図書
  - 特別賞: 光吉夏弥 『絵本図書館 : 世界の絵本作家たち』ブック・グローブ社
- 第15回（1991年）
  - 学会賞: 石澤小枝子 『フランス児童文学の研究』久山社
  - 奨励賞: 畑中圭一 『童謡論の系譜』東京書籍
- 第16回（1992年）
  - 学会賞: 植田敏郎 『巖谷小波とドイツ文学 : 〈お伽噺〉の源』大日本図書
  - 奨励賞: 藤本芳則 『巖谷小波お伽作品目録稿』（私家版）
  - 奨励賞: 中川素子 『絵本はアート : ひらかれた絵本論をめざして』教育出版センター
- 第17回（1993年）
  - 学会賞: 矢崎節夫 『童謡詩人 金子みすゞの生涯』JULA出版局
  - 奨励賞: 岡本定男 『子ども文化の水脈 : 近代日本児童文化史研究論考』近代文芸社
- 第18回（1994年）
  - 学会賞: ※該当作なし
  - 奨励賞: 横川寿美子 『「赤毛のアン」の挑戦』宝島社
  - 特別賞: 江戸子ども文化研究会 編 『浮世絵のなかの子どもたち』くもん出版
- 第19回（1995年）
  - 学会賞: ※該当作なし
  - 奨励賞: 桑原三郎・松井千恵 監修 『巖谷小波「十亭叢書」の註解』ゆまに書房
  - 特別賞: 佐藤光一 『日本の少年詩・少女詩』全2巻、大空社
- 第20回（1996年）
  - 学会賞: 三宅興子 『イギリスの絵本の歴史』岩崎美術社
  - 奨励賞: 安藤恭子 『宮澤賢治 〈力〉の構造』朝文社
  - 奨励賞: 師岡愛子 編 『ルイザ・メイ・オルコット : 『若草物語』への道』表現社
  - 特別賞: 斎藤佐次郎 著、宮崎芳彦 編 『斎藤佐次郎・児童文学史』金の星社

### 第21回から第30回
- 第21回（1997年:）
  - 学会賞: ※該当作なし
  - 奨励賞: 仲村 修 編訳 『韓国・朝鮮児童文学評論集』明石書店
  - 奨励賞: 加藤 理 『〈めんこ〉の文化史』久山社〈日本児童文化史叢書〉
  - 特別賞: 弥吉菅一 研究と活動 に対して
- 第22回（1998年）
  - 学会賞: ※該当作なし
  - 奨励賞: 河原和枝 『子ども観の近代 : 『赤い鳥』と「童心」の理想』中央公論社〈中公新書〉
  - 奨励賞: 中村悦子・岩崎真理子 編 『「コドモノクニ」総目次』上下、久山社〈日本児童文化史叢書〉
  - 特別賞: 桑原三郎 （研究と活動 に対して）
- 第23回（1999年）
  - 学会賞: 内ヶ崎有里子 『江戸期昔話絵本の研究と資料』三弥井書店
  - 奨励賞: 游 珮芸 『植民地台湾の児童文化』明石書店
  - 特別賞: 大藤幹夫・藤本芳則・上田信道、同人誌 季刊『児童文学資料研究』
- 第24回（2000年）
  - 学会賞: 勝尾金弥 『伝記児童文学のあゆみ : 1891から1945年』ミネルヴァ書房〈Minerva 21世紀ライブラリー〉
  - 奨励賞: 和田典子 『三木露風 : 赤とんぼの情景』神戸新聞総合出版センター
  - 特別賞: 中京大学文化科学研究所 「愛知の児童文化研究」
- 第25回（2001年）
  - 学会賞: ※該当作なし
  - 奨励賞: 楠本君恵 『翻訳の国の「アリス」 :  ルイス・キャロル翻訳史・翻訳論』未知谷
  - 奨励賞: 藤本朝巳 『昔話と昔話絵本の世界』日本エディタースクール
- 第26回（2002年）
  - 学会賞: 米沢嘉博 『藤子不二雄論 : FとAの方程式』河出書房新社
  - 奨励賞: 加藤康子・松村倫子 『幕末･明治の絵双六』国書刊行会
- 第27回（2003年）
  - 学会賞: 井辻朱美 『ファンタジーの魔法空間』岩波書店
  - 特別賞: スーザン・J・ネイピア 『現代日本のアニメ : 『AKIRA』から『千と千尋の神隠し』まで』中央公論新社〈中公叢書〉（神山京子 訳）
  - 特別賞: 鳥越 信 『はじめて学ぶ日本の絵本史 I・II・III』（ミネルヴァ書房）の企画・編集 に対して
- 第28回（2004年）
  - 学会賞: ※該当者なし
  - 奨励賞: 米村みゆき 『宮沢賢治を創った男たち』青弓社
  - 奨励賞: 谷暎子 『占領下の児童書検閲 資料編 : プランゲ文庫・児童読み物に探る』新読書社
  - 特別賞: 加藤康子 編著 『幕末・明治豆本集成』国書刊行会
  - 特別賞: 四方田犬彦 『白土三平論』作品社
- 第29回（2005年）
  - 学会賞: ※該当作なし
  - 奨励賞: 浅岡靖央 『児童文化とは何であったか』つなん出版
  - 奨励賞: 中野晴行 『マンガ産業論』筑摩書房
  - 特別賞: 筒井清忠 『西條八十』中央公論新社〈中公叢書〉
- 第30回（2006年）
  - 学会賞: ※該当作なし
  - 奨励賞: 永嶺重敏 『怪盗ジゴマと活動写真の時代』新潮社〈新潮新書〉
  - 特別賞: 鶴見良次 『マザー・グースとイギリス近代』岩波書店
  - 特別賞: 松田司郎 『宮沢賢治 : 存在の解放(ビッグバン)へ』洋々社

### 第31回から第40回
- 第31回（2007年）
  - 学会賞: 畑中圭一 『日本の童謡 : 誕生から九〇年の歩み』平凡社
  - 奨励賞: 尾崎るみ 『若松賤子 : 黎明期を駆け抜けた女性』港の人〈港の人児童文化研究叢書〉
  - 奨励賞: 今田絵里香 『「少女」の社会史』勁草書房〈双書ジェンダー分析〉
  - 特別賞: 私市保彦 『名編集長エッツェルと巨匠たち : フランス文学秘史』新曜社
- 第32回（2008年）
  - 学会賞: ※該当作なし
  - 奨励賞: 石原 剛 『マーク・トウェインと日本 : 変貌するアメリカの象徴』彩流社
  - 奨励賞: 石山幸弘 『紙芝居文化史 : 資料で読み解く紙芝居の歴史』萌文書林
  - 特別賞 加藤暁子 『日本の人形劇 1867–2007』法政大学出版局
- 第33回（2009年）
  - 学会賞: ※該当作なし
  - 奨励賞: 水間千恵 『女になった海賊と大人にならない子どもたち : ロビンソン変形譚のゆくえ』玉川大学出版部
  - 特別賞: 加古里子 『伝承遊び考』全4巻、小峰書店
- 第34回（2010年）
  - 学会賞: ※該当作なし
  - 奨励賞: 金 成妍 『越境する文学 : 朝鮮児童文学の生成と日本児童文学者による口演童話活動』花書院
  - 奨励賞: 村瀬 学 『長新太の絵本の不思議な世界 : 哲学する絵本』晃洋書房
  - 特別賞: 西田良子 （これまでの業績に対して）
  - 特別賞: 三宅興子、香曽我部秀幸 編 『大正期の絵本・絵雑誌の研究 : 少年のコレクションを通して』翰林書房
- 第35回（2011年）
  - 学会賞: ※該当作なし
  - 奨励賞: 高橋律子 『竹久夢二 : 社会現象としての〈夢二式〉』ブリュッケ 発行（星雲社 発売） （のちに美学出版より電子書籍化）
  - 特別賞: 阿部紀子 『「子供が良くなる講談社の絵本」の研究 : 解説と細目データベース』風間書房
  - 特別賞: 「函館児童雑誌コレクション及び北海道児童雑誌データベース」作成委員会
  - 特別賞: 武藤清吾 『芥川龍之介編『近代日本文芸読本』と「国語」教科書教養実践の軌跡』溪水社
- 第36回（2012年）
  - 学会賞: ※該当作なし
  - 奨励賞: ※該当作なし
  - 特別賞: 鷺只雄 『【評伝】壺井栄』翰林書房〈比較社会文化叢書〉
  - 特別賞: 桝居 孝 『日本最初の少年少女雑誌『ちゑのあけぼの』の探索 : 「鹿鳴館時代」の大阪、京都、神戸』かもがわ出版
- 第37回（2013年）
  - 学会賞: ※該当作なし
  - 奨励賞: 相川美恵子 『児童読物の軌跡 : 戦争と子どもをつないだ表現』龍谷学会
  - 特別賞: 久米依子 『「少女小説」の生成 : ジェンダー・ポリティクスの世紀』青弓社
- 第38回（2014年）
  - 学会賞: ※該当作なし
  - 奨励賞: 竹内美紀 『石井桃子の翻訳はなぜ子どもをひきつけるのか : 「声を訳す」文体の秘密』ミネルヴァ書房
  - 特別賞: 府川源一郎 『明治初等国語教科書と子ども読み物に関する研究 : リテラシー形成メディアの教育文化史』ひつじ書房
- 第39回（2015年）
  - 学会賞: 加藤 理 『「児童文化」の誕生と展開 : 大正自由教育時代の子どもの生活と文化』港の人
  - 奨励賞: 大橋眞由美 『近代日本の〈絵解きの空間〉 : 幼年用メディアを介した子どもと母親の国民化』風間書房
  - 特別賞: 千森幹子 『表象のアリス : テキストと図像に見る日本とイギリス』法政大学出版局
- 第40回（2016年）
  - 学会賞: ※該当作なし
  - 奨励賞: 周東 美材 『童謡の近代 : メディアの変容と子ども文化』岩波書店〈岩波現代全書〉
  - 奨励賞: 朴 美暻 『韓国の「鬼」 : ドッケビの視覚表象』京都大学学術出版会
  - 特別賞: 高橋明彦 『楳図かずお論 : マンガ表現と想像力の恐怖』青弓社

### 第41回から第50回
- 第41回（2017年）
  - 学会賞: ※該当作なし
  - 奨励賞: ミンガド・ボラグ 『「スーホの白い馬」の真実 : モンゴル・中国・日本それぞれの姿』風響社〈アジア・グローバル文化双書〉
  - 奨励賞: 森下 達 『怪獣から読む戦後ポピュラー・カルチャー : 特撮映画・SFジャンル形成史』青弓社
  - 特別賞: 武田雅哉 『中国のマンガ〈連環画〉の世界』平凡社
- 第42回（2018年）
  - 学会賞: ※該当作なし
  - 奨励賞: 橋本外記子 『村山籌子の人間像と童話』南の風社
  - 特別賞: 是澤博昭 『軍国少年・少女の誕生とメディア : 子ども達の日満親善交流』世織書房
  - 特別賞: 神奈川大学日本常民文化研究所非文字資料研究センター「戦時下日本の大衆メディア」研究班（代表・安田常雄）編著 『国策紙芝居からみる日本の戦争』勉誠出版〈非文字資料研究叢書〉
- 第43回（2019年）
  - 学会賞: ※該当作なし
  - 奨励賞: 今田由香 『トミ・ウンゲラーと絵本 : その人生と作品』玉川大学出版部
  - 奨励賞: 目黒 強 『〈児童文学〉の成立と課外読み物の時代』和泉書院〈シリーズ 扉をひらく〉
  - 奨励賞: 渡辺貴規子 『『家なき子』の原典と初期邦訳の文化社会史的研究 : エクトール・マロ、五来素川、菊池幽芳をめぐって』風間書房
- 第44回（2020年）
  - 学会賞: ※該当作なし
  - 特別賞: 赤羽茂乃 『絵本画家 赤羽末吉 : スーホの草原にかける虹』福音館書店
- 第45回（2021年）
  - 学会賞: 齋木喜美子 『沖縄児童文学の水脈』関西学院大学出版会
  - 奨励賞: ナーヘド・アルメリ 『金子みすゞの童謡を読む : 西條八十と北原白秋の受容と展開』港の人
  - 特別賞: 鵜野祐介 『子どもの替え唄と戦争 : 笠木透のラスト・メッセージ』子どもの文化研究所〈叢書 文化の伝承と創造〉
- 第46回（2022年）
  - 学会賞: ※該当作なし
  - 奨励賞: ※該当作なし
  - 特別賞: 西口拓子 『挿絵でよみとくグリム童話』早稲田大学出版部〈早稲田大学学術叢書〉
- 第47回（2023年）
  - 学会賞: ※該当作なし
  - 奨励賞: 柿本真代 『児童雑誌の誕⽣』⽂学通信
  - 奨励賞: ⼩林夏美 『「語る⼦ども」としてのヤングアダルト―現代⽇本児童⽂学におけるヤングアダルト⽂学のもつ可能性』⾵間書房
  - 特別賞: 浅岡靖央 『「⽇本少国⺠⽂化協会」資料集⼤成』⾦沢⽂圃閣
  - 特別賞: ⽵内オサム 『ビランジ』
  - 特別賞: 福島可奈⼦ 『混淆する戦前の映像⽂化―幻燈・玩具映画・⼩型映画』思⽂閣出版
- 第48回（2024年）
  - 学会賞: ※該当作なし
  - 奨励賞: 魏晨 『「満洲」をめぐる児童文学と綴方活動――文化に潜む多元性、辺境性、連続性』 ミネルヴァ書房
  - 特別賞: 正置友子